# NGC 2158
NGC 2158 là một cụm sao mở trong chòm sao Song Tử. Nó nằm ở phía tây nam của cụm mở Messier 35, và được cho là khoảng 2 tỷ năm tuổi.  Hai cụm không liên quan đến nhau, vì NGC 2158 cách xa M35 khoảng 9.000 năm ánh sáng.
Từng được cho là cụm sao cầu, NGC 2158 hiện được biết đến là cụm mở trung gian, nghèo kim loại, là thành viên của quần thể đĩa mỏng cũ.